# Adele Röder
Adele Röder ou Adele Roder (nascida em 1980, em Dresden) é uma pintora alemã. Ela e a sua colega artista Kerstin Brätsch formam a dupla DAS INSTITUT. O trabalho de Röder está encontra-se na colecção do Museu de Arte Moderna de Nova York.